# Americana (álbum de Neil Young)
Americana es el trigesimocuarto álbum de estudio del músico canadiense Neil Young, grabado con la banda Crazy Horse y publicado por Reprise Records el 5 de junio de 2012.
A diferencia de álbumes anteriores grabados entre Neil Young y Crazy Horse, formados generalmente por composiciones propias, Americana incluye canciones tradicionales de la cultura folk estadounidense como «This Land Is Your Land» de Woody Guthrie u «Oh Susannah» de Stephen Foster. Según la web oficial de Neil Young: «Americana es una colección de canciones folk clásicas y americanas. En su día, alguna de esas canciones podían ser definidas como «canciones protesta», «baladas sobre asesinatos», o canciones de campamento heredadas con historias universales de hombres comunes». Supone además la primera colaboración con Crazy Horse desde la gira de promoción del álbum Greendale en 2004.
El primer sencillo, «Oh Sussanah», fue publicado el 1 de mayo y acompañado de un vídeo musical con material de archivo de comienzos del siglo XX. La canción fue sucedida por otros tres adelantos en forma de vídeo: «Jesus' Chariot (She'll Be Coming Round The Mountain)», «Clementine» y «God Save the Queen», posteriormente recopilados en una película muda de 40 minutos titulada Un día en la galería y filmada y protagonizada por Young, en la que el músico recorre la galería de arte del diseñador Shepard Fairey.

## Historia

### Grabación
Las sesiones de grabación de Americana tuvieron lugar en los Audio Casablanca Studios durante noches de luna llena entre los meses de septiembre de 2011 y febrero de 2012, siguiendo una práctica común en las grabaciones de Neil Young. Según relató Frank "Poncho" Sampedro a la revista musical Rolling Stone con motivo de la publicación de Americana: «Hicimos cada sesión entre cinco y siete días, durante seis meses con luna llena. Es una locura. Pero la energía de la luna... algunas veces empezamos a tocar y no podemos parar. No solemos volver a escuchar muchas cosas. Y Neil aparece al día siguiente y dice: «Oh, hicimos dos ayer. Tenemos esto hecho y vamos a trabajar en esto ahora». Así que seguimos tocando».
En la misma entrevista, Sampedro reveló que al final de las sesiones de grabación de Americana, por instancia suya, Young comenzó a grabar varias jam session que sentaron las bases de un nuevo trabajo con Crazy Horse: «Al final de la sesión le dije: «Neil, es divertido y todo eso y estamos pasando un buen rato. Pero sería mejor si hacemos algo por lo que nos conocen, como jams». Y Neil dijo: «Bueno, no tengo ninguna jam. Estaría bien hacer una». Le dije: «Coge dos acordes y vamos allá». Empezamos a tocar una canción con dos acordes, y creo que duraba unos 30 minutos. Ese fue el comienzo de otro disco en el que estamos trabajando». El álbum, titulado Psychedelic Pill, fue publicado en octubre del mismo año durante la gira de promoción de Americana por Estados Unidos.

### Trasfondo
Neil Young trabajó por última vez con Crazy Horse en la grabación del álbum Greendale, aunque sin la participación de Frank "Poncho" Sampedro. No obstante, el guitarrista se unió a la posterior gira de promoción del álbum, que finalizó el 22 de noviembre en Melbourne, Australia. Desde entonces, Young centró su actividad musical en otros proyectos sin el respaldo de los Crazy Horse, publicando discos en formato acústico como Prairie Wind y trabajos con el respaldo de otros músicos, como en Chrome Dreams II.

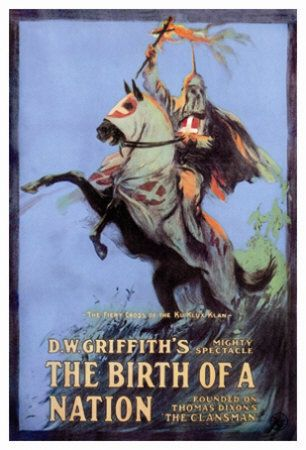
El video promocional de «Jesus Chariot» incluye una escena de la película de 1915 El nacimiento de una Nación.

El 22 de enero de 2012, durante una charla con reporteros en la promoción del filme de Jonathan Demme Neil Young' Journeys, desveló que había vuelto a grabar con Crazy Horse tras ocho años de inactividad. El resultado eran, según sus palabras, dos álbumes, uno de ellos terminado, en referencia a Americana, y otro en desarrollo. Varios días después, publicó en su web oficial una jam session titulada «Horse Back» de 37 minutos de duración, en la que se sucedían improvisaciones del grupo con canciones como «Cortez the Killer» y «Fuckin' Up».
El 10 de febrero, Neil volvió a tocar en directo con Crazy Horse por primera vez desde la gira de promoción de Greendale en la entrega del premio MusiCares Person of the Year a Paul McCartney, versionando la canción de The Beatles «I Saw Her Standing There». En marzo se reveló el título del álbum y su lista de canciones con un comunicado de prensa que definió Americana del siguiente modo:

«Lo que une estas canciones es el hecho de que, aunque pueden representar a un país que ya no existe, las emociones y los escenarios detrás de ellas aún resuenan con lo que está pasando en el país hoy en día, si bien no tienen el impacto de hace 200 años. Las letras reflejan las mismas preocupaciones y siguen siendo significativas para una sociedad que pasa por problemas económicos y culturales, especialmente en un año electoral. Son tan conmovedoras y poderosas hoy en día como el día en que fueron escritas».

El 1 de mayo se publicó el primer sencillo de Americana, «Oh Sussanah», acompañado de un video oficial con material de archivo. Una semana después se publicó una segunda canción, «Jesus' Chariot (She'll Be Coming Round The Mountain)», acompañada de un video con escenas de la película de 1915 El nacimiento de una nación, en donde la familia Cameron acoge un baile de despedida a los soldados de la Confederación. Tras «Oh Sussanah» y «Jesus Chariot», se publicó un vídeo de «Clementine» como tercer avance del álbum el 20 de mayo, y cinco días después un nuevo vídeo de la canción «God Save the Queen».
El 7 de mayo, se hizo público que Americana estaría disponible en formato Blu Ray.

### Película
Previo a la publicación de Americana, Young rodó una película muda de 40 minutos de duración titulada Un día en la galería. El cortometraje, protagonizado por el propio Neil, narra la historia de un escritor que visita una galería en busca de fotografías para ilustrar un libro sobre canciones folk americanas con el título de America. Entre las escenas del mediometraje se incluyen los videos de las canciones «Oh Susannah», «Clementine», «Jesus Chariot» y «God Save the Queen». La película fue grabada en la galería del diseñador gráfico Shepard Fairey.

## Recepción
Publicado el 5 de junio, Americana obtuvo reseñas mixtas por parte de la crítica musical, con una puntuación de 68 sobre 100 en Metacritic, basada en 23 reseñas. Greg Kot escribió para el periódico The Chicago Tribune: «Americana revela la cruda realidad de canciones que se han dado por sentadas».
No obstante, el álbum recibió también varias reseñas negativas: Michael Hann se refirió al álbum en The Guardian como «increíblemente sin sentido» y criticó el álbum en su conjunto, comentando la «dejadez» y la «innecesaria duración» de algunas canciones. Por su parte, Bypass Music News también criticó el álbum por su «falta de propósito», comentando que se trata de un álbum «para seguidores acérrimos, o para aquellos que quieran gastar su dinero» y definiéndolo como una «lamentable suma al legado de Young».
A pesar de la disparidad crítica, Americana logró uno de los mejores resultados en las listas de discos más vendidos, consiguiendo el primer puesto en la lista Top Rock Albums de Billboard y el puesto 4 en la lista general Billboard 200, y logrando el mejor resultado en la carrera de Neil Young desde la publicación en 1972 de Harvest, que debutó en el primer puesto. En Canadá, el álbum debutó en el puesto 6 de la lista de discos más vendidos, por debajo de su antecesor, Le Noise, que debutó en el puesto 2.

## Portada

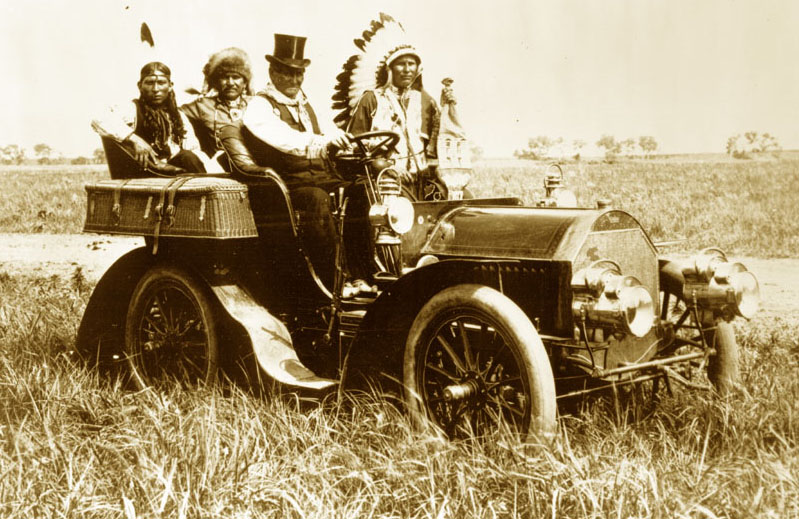
Foto de Gerónimo tomada en 1905 y usada como portada de Americana.

La portada de Americana es una fotografía del jefe apache Gerónimo conduciendo un coche de la compañía Locomobile tomada el 11 de junio de 1905, cerca de Ponca City (Oklahoma). A la izquierda de Gerónimo se encuentra Edward Le Clair Sr., un indio de la tribu Ponca, vestido con un chaleco que el propio Le Clair le regaló al final del día. Cuando Gerónimo murió en 1909, fue enterrado con el chaleco de Le Clair. En la portada de Americana, los rostros de Neil Young, Billy Talbot, Ralph Molina y Frank "Poncho" Sampedro fueron pegados sobre la foto original para un proyecto que no llegó a publicarse con anterioridad.
La portada de Americana fue rescatada del incendio que asoló un almacén alquilado por Young en San Francisco (California) en 2010, en el que el músico guardaba coches, pinturas y archivos e instrumentos musicales. A pesar de recuperar en torno al 70% de sus pertenencias, el coste de las pérdidas se estimó en torno al millón de dólares. El incendio pudo tener su origen en la conversión de un coche Lincoln Continental de 1959 a tecnología híbrida, y a raíz del incidente la compañía de seguros demandó a LincVolt, propiedad de Neil, por negligencia. Según la aseguradora, «la alteración de un vehículo de gasolina de 1959 y de sus componentes es una desviación extrema de lo que una persona responsable es capaz de hacer», y reclama más de 500 000 dólares para pagar al propietario del almacén en concepto de daños.

## Lista de canciones
| N.º   | Título                                               | Escritor(es)                                          | Duración |  |
| 1.    | «Oh Susannah»                                        | Stephen Foster                                        | 5:03     |  |
| 2.    | «Clementine»                                         | Percy Montrose                                        | 5:42     |  |
| 3.    | «Tom Dooley»                                         | Tradicional                                           | 8:13     |  |
| 4.    | «Gallows Pole»                                       | Tradicional                                           | 4:15     |  |
| 5.    | «Get A Job»                                          | Richard Lows/Earl Beal/Raymond Edwards/William Horton | 3:01     |  |
| 6.    | «Travel On»                                          | Tradicional                                           | 6:47     |  |
| 7.    | «High Flyin' Bird»                                   | Billy Edd Wheeler                                     | 5:30     |  |
| 8.    | «Jesus Chariot (She'll Be Comin Round The Mountain)» | Tradicional                                           | 5:38     |  |
| 9.    | «This Land Is Your Land»                             | Woody Guthrie                                         | 5:26     |  |
| 10.   | «Wayfarin' Stranger»                                 | Tradicional                                           | 3:07     |  |
| 11.   | «God Save the Queen»                                 | Thomas Arne                                           | 4:08     |  |
| 56:50 |                                                      |                                                       |          |  |

## Personal
| Músicos - Neil Young: guitarra y voz - Crazy Horse - Ralph Molina: batería y coros - Frank "Poncho" Sampedro: guitarra y coros - Billy Talbot: bajo y coros - Dan Greco: percusión - Pegi Young: coros en «This Land is Your Land» - Stephen Stills: coros en «This Land is Your Land» - Zander Ayeroff, Lydia Bachman, Emmeline Lehmann Boddicker, Vilem Lehmann Boddicker, Joshua Britt, Mariah Britt, Willa Griffin, Nicholas Harper, Ryan Lisack, Rowen Merrill, Zoe Merrill, Megan Muchow, Nolan Muchow, Rennon O'Neal, Daniel O'Brien, Kiana Scott: coro infantil | Equipo técnico - John Hanlon: productor musical, grabación, mezclas, ingeniero de sonido - Mark Humphreys: productor musical - John Hausmann: ingeniero de sonido - Jeff Pinn: ingeniero de sonido - Tim Mulligan: conversión analógica-digital - Gary Burden: dirección artística - Jenice Heo: dirección artística - Tom Wilkes: diseño de portada - Hannah Johnson: fotografía de portada |

## Posición en listas
| País              | Lista                      | Posición |
| ----------------- | -------------------------- | -------- |
| Alemania          | Media Control Top-50 Chart | 12       |
| Austria           | Ö3 Austria Top 40          | 14       |
| Australia         | ARIA Albums Chart          | 34       |
| Bélgica (Flandes) | Ultratop 200 Albums        | 7        |
| Bélgica (Valonia) | Ultratop 200 Albums        | 24       |
| Canadá            | Canadian Albums Chart      | 2        |
| Dinamarca         | Danish Chart               | 17       |
| España            | Promusicae                 | 12       |
| Estados Unidos    | Billboard 200              | 4        |
| Estados Unidos    | Top Rock Albums            | 1        |
| Finlandia         | Top 50 Albums              | 19       |
| Francia           | SNEP Albums Chart          | 27       |
| Noruega           | VG-lista Albums Chart      | 11       |
| Nueva Zelanda     | New Zealand Music Chart    | 26       |
| Países Bajos      | Mega Album Tol 100         | 15       |
| Suecia            | Albums Top 60              | 11       |
| Suiza             | Hit Parade Albums Top 100  | 17       |